# Women’s Elite Ice Hockey League 2016/17
Die Saison 2016/17 der Women’s Elite Ice Hockey League war die zweite Austragung als höchste britische und englische Fraueneishockeyliga. Die Ligadurchführung erfolgt durch die English Ice Hockey Association, den englischen Verband unter dem Dach des britischen Eishockeyverbandes Ice Hockey UK.

## Elite League
Die Elite League wurde durch den Aufstieg der Swindon Topcats, die die Women’s Premier Ice Hockey League 2015/16 gewannen, um eine Mannschaft auf sechs Teilnehmer erweitert.

### Modus
Zunächst spielten alle Mannschaften eine einfache Runde mit Hin- und Rückspiel. Die vier Besten erreichten das Halbfinale. In dieser Finalrunde wurde jeweils nur ein Spiel zwischen den Kontrahenten ausgetragen.

### Hauptrunde
| Platz | Mannschaft               | Spiele | S  | U | N  | Tore  | Punkte |
| ----- | ------------------------ | ------ | -- | - | -- | ----- | ------ |
| 1.    | Bracknell Queen Bees (M) | 20     | 16 | 2 | 2  | 92:22 | 34     |
| 2.    | Solihull Vixens          | 20     | 14 | 3 | 3  | 84:43 | 31     |
| 3.    | Guildford Lightning      | 20     | 10 | 4 | 6  | 77:50 | 24     |
| 4.    | Kingston Diamonds        | 20     | 7  | 3 | 10 | 52:66 | 17     |
| 5.    | Sheffield Shadows        | 20     | 5  | 2 | 13 | 39:77 | 12     |
| 6.    | Swindon TopCats (N)      | 20     | 0  | 2 | 18 | 8:94  | 2      |

### Kreuztabelle
| BQB   | SS  | KD   | SV  | GL  | ST  | Mannschaft           | BQB   | SS  | KD  | SV  | GL  | ST  |
| ----- | --- | ---- | --- | --- | --- | -------------------- | ----- | --- | --- | --- | --- | --- |
| X     | 8:3 | 5:2  | 6:1 | 3:2 | 6:0 | Bracknell Queen Bees | X     | 6:1 | 3:0 | 4:5 | 2:4 | 5:0 |
| 0:6   | X   | 1:4  | 2:8 | 2:1 | 1:1 | Sheffield Shadows    | 0:5 1 | X   | 3:2 | 1:4 | 5:5 | 3:0 |
| 1:2   | 4:2 | X    | 5:5 | 2:2 | 5:0 | Kingston Diamonds    | 1:4   | 3:2 | X   | 4:4 | 5:6 | 4:0 |
| 0:0 2 | 3:1 | 5:1  | X   | 3:1 | 3:1 | Solihull Vixens      | 0:2   | 5:1 | 7:1 | X   | 3:7 | 6:0 |
| 2:2   | 4:1 | 11:1 | 2:3 | X   | 5:0 | Guildford Lightning  | 0:7   | 7:4 | 3:0 | 3:4 | X   | 3:0 |
| 0:10  | 0:3 | 1:4  | 1:9 | 1:7 | X   | Swindon TopCats      | 0:6   | 1:3 | 0:3 | 0:6 | 2:2 | X   |

### Beste Spielerinnen
Beste Scorerinnen
| Rang | Spielerin         | Club                 | Tore | Assists | Punkte |
| ---- | ----------------- | -------------------- | ---- | ------- | ------ |
| 1    | Natalie Altridge  | Bracknell Queen Bees | 7    | 26      | 33     |
| 2    | Christine Newman  | Bracknell Queen Bees | 20   | 11      | 31     |
| 3    | Katie Henry       | Solihull Vixens      | 18   | 10      | 28     |
| 4    | Saffron Allen     | Solihull Vixens      | 11   | 16      | 27     |
| 5    | Shannon Rae Jones | Kingston Diamonds    | 18   | 8       | 26     |
| 6    | Leanne Ganney     | Bracknell Queen Bees | 17   | 9       | 26     |
| 7    | Louise Adams      | Guildford Lightning  | 15   | 11      | 26     |
| 8    | Cloe Keijzer      | Solihull Vixens      | 14   | 11      | 25     |
| 9    | Jordan Wilshire   | Guildford Lightning  | 12   | 11      | 23     |
| 10   | Amy Mansbridge    | Guildford Lightning  | 8    | 12      | 20     |

Beste Torhüterin
Beste Torhüterin wurde Samantha Bonathan (Bracknell Queen Bees) mit 93,6 % Abwehrquote.

### Play-offs
Am Finalturnier nahmen die vier bestplatzierten Mannschaften teil. Es spielte der Erste gegen den Vierten und der Zweite gegen den Dritten. Die Sieger trugen das Finale aus.

### Halbfinale
| 3. Juni 2017 | Bracknell Queen Bees | 3:2 (3:0, 0:2, 0:0) | Kingston Diamonds | Sheffield |

| 3. Juni 2017 | Solihull Vixens | 7:1 | Guildford Lightning | Sheffield |

### Finale
| 4. Juni 2017 | Bracknell Queen Bees | 3:4 | Solihull Vixens | Sheffield |

## Premier League
Die Saison 2016/17 der Women’s Premier Ice Hockey League war die zweite Austragung als zweithöchste britische und englische Fraueneishockeyliga. Die Ligadurchführung erfolgt durch die English Ice Hockey Association, den englischen Verband unter dem Dach des britischen Eishockeyverbandes Ice Hockey UK.
Der Sieger der Vorsaison, die Swindon TopCats, waren in die erstklassige Elite League aufgestiegen, daher traten nur noch sieben Mannschaften an. Aus der Division I stieg die B-Mannschaft der Kingston Diamonds als Sieger der Liga auf, die Whitley Squaws zogen sich zurück.

### Modus
Nach einer Hauptrunde mit Hin- und Rückspielen im Modus Jeder-gegen-jeden wurden Playoffs im K.O.-Modus in einem Final-Four-Turnier unter den besten vier Mannschaften gespielt.

### Hauptrunde
| Platz | Mannschaft                | Spiele | S | U | N  | Tore  | Punkte |
| ----- | ------------------------- | ------ | - | - | -- | ----- | ------ |
| 1.    | Streatham Storm           | 12     | 9 | 2 | 1  | 92:23 | 20     |
| 2.    | Chelmsford Cobras         | 12     | 7 | 3 | 2  | 58:49 | 17     |
| 3.    | Milton Keynes Falcons     | 12     | 6 | 4 | 2  | 57:30 | 16     |
| 4.    | Widnes Ladies             | 12     | 5 | 2 | 5  | 45:45 | 12 1   |
| 5.    | Slough Phantoms           | 12     | 5 | 2 | 5  | 43:60 | 12 1   |
| 6.    | Kingston Diamonds 'B' (N) | 12     | 2 | 0 | 10 | 27:44 | 4      |
| 7.    | Nottingham Vipers         | 12     | 1 | 1 | 10 | 24:95 | 3      |

### Play-offs
Am Finalturnier nahmen die vier bestplatzierten Mannschaften teil. Es spielte der Erste gegen den Vierten und der Zweite gegen den Dritten. Die Sieger trugen das Finale aus.

### Halbfinale
| 3. Juni 2017 | Streatham Storm | 6:1 | Widnes Ladies | Sheffield |

| 3. Juni 2017 | Chelmsford Cobras | 1:6 (0:2, 1:2, 0:2) | Milton Keynes Falcons | Sheffield |

### Finale
| 4. Juni 2017 | Streatham Storm | 1:3 | Milton Keynes Falcons | Sheffield |

## Division I
Die Division I (der Women's National Ice Hockey League) ist seit der Vorsaison nach der Elite League und der Premier League die dritte Stufe der englischen und britischen Fraueneishockeyliga. Sie ist in eine Nord- und eine Südgruppe gegliedert. Die Anzahl der teilnehmenden Mannschaften nahm weiter ab. Die B-Mannschaft der Kingston Diamonds war aufgestiegen und die Invicta Dynamos hatten zurückgezogen.

### Gruppenphase
| Nord  | Nord                   | Nord   | Nord  | Nord   | Nord     | Nord  | Nord   |
| ----- | ---------------------- | ------ | ----- | ------ | -------- | ----- | ------ |
| Platz | Mannschaft             | Spiele | Siege | Unent. | Niederl. | Tore  | Punkte |
| 1.    | Billingham Lady Stars  | 10     | 9     | 0      | 1        | 89:16 | 16 2   |
| 2.    | Telford Wrekin Raiders | 10     | 7     | 1      | 2        | 52:31 | 15     |
| 3.    | Coventry Phoenix       | 10     | 6     | 1      | 3        | 26:22 | 13     |
| 4.    | Solway Sharks Ladies   | 10     | 3     | 0      | 7        | 20:47 | 6      |
| 5.    | Blackburn Thunder      | 10     | 2     | 1      | 7        | 18:38 | 5      |
| 6.    | Sheffield Shadows 'B'  | 10     | 1     | 1      | 8        | 22:73 | 1 2    |

| Süd   | Süd                        | Süd    | Süd   | Süd    | Süd      | Süd   | Süd    |
| ----- | -------------------------- | ------ | ----- | ------ | -------- | ----- | ------ |
| Platz | Mannschaft                 | Spiele | Siege | Unent. | Niederl. | Tore  | Punkte |
| 1.    | Bracknell Queen Bees 'B'   | 12     | 10    | 1      | 1        | 72:15 | 21     |
| 2.    | Basingstoke Bison Ladies   | 12     | 8     | 1      | 3        | 51:29 | 17     |
| 3.    | Cardiff Comets             | 12     | 7     | 2      | 3        | 43:24 | 16     |
| 4.    | Streatham Storm 'B'        | 12     | 4     | 4      | 4        | 62:40 | 12     |
| 5.    | Solent & Gosport           | 12     | 5     | 0      | 7        | 37:46 | 10     |
| 6.    | Oxford City Midnight Stars | 12     | 2     | 2      | 8        | 22:55 | 6      |
| 7.    | Peterborough Penguins      | 12     | 1     | 0      | 11       | 21:99 | 2      |

### Final Four
Im Finalturnier wurde zwischen den jeweils beiden Besten der beiden Gruppen über Kreuz um den Sieg in der Division 1  gespielt. Der Sieger der Nordgruppe, die Billingham Lady Stars, nahmen nicht an den Playoffs teil, wodurch die Coventry Phoenix nachrückten.
Halbfinale
| 3. Juni 2017 | Telford Wrekin Raiders | 2:3 (0:0, 0:2, 2:1) | Basingstoke Bison Ladies | Sheffield |

| 3. Juni 2017 | Bracknell Queen Bees ‘B‘ | 2:0 (1:0, 0:0, 1:0) | Coventry Phoenix | Sheffield |

Finale
| 4. Juni 2017 | Basingstoke Bison Ladies | 2:6 (1:3, 0:0, 1:3) | Bracknell Queen Bees ‘B‘ | Sheffield |